# Georg Böhm
Georg Böhm (2 de setembre de 1661 - 18 de maig de 1733) va ser un organista i compositor alemany del Barroc. La seva principal contribució va ser el desenvolupament de la partita coral i també és conegut per haver influït en el jove J. S. Bach.
L'any 1775 C. Ph. E. Bach havia manifestat a Forkel, que el seu pare "estimava i estudiava les obres de l'organista de Lüneburg, Georg Böhm". El 1700 Johann Sebastian Bach cantava de soprano al Michaelis-Klosters i la relació entre ambdós músics deuria néixer en aquella època.

## Biografia
Georg Böhm va néixer el 2 de setembre de 1661 a Hohenkirchen, Turíngia (Alemanya). El seu pare, un organista de la ciutat va ser el seu primer professor de música. Posteriorment va estudiar a la universitat de Jena.
El 1693 s'instal·lava a Hamburg, que era un centre de música important i molt receptiu a la música italiana gràcies a l'Òpera d'Hamburg. Böhm va treballar a Hamburg durant alguns anys i es creu que allà va estudiar amb el cèlebre organista Johann Adam Reincken. Més tard va traslladar-se a Lüneburg, una ciutat on s'apreciava i es tocava música francesa. El 1698 es convertia en l'organista resident a l'Església de Sant Joan (Johanneskirche) a Lüneburg, una posició que va ocupar fins a la seva mort el 18 de maig de 1733.

## Obres
Böhm és conegut principalment per les seves composicions per a orgue i clavicordi, principalment preludis, fugues, i partites. Moltes de les seves obres estaven escrites sense determinar l'instrument; una peça en particular es podria tocar amb l'orgue, el clavecí o el clavicordi, depenent de la situació en la qual es trobava l'artista. La música de Böhm és notable per al seu ús del stylus phantasticus, una manera d'interpretar basada en la improvisació.
La contribució més important de Böhm a la música de teclat al nord d'Alemanya és la partita coral, una composició a gran escala que consta d'unes quantes variacions sobre una melodia d'un coral luterà. Molt eficaçment va inventar aquesta forma musical, a partir d'unes quantes partites de diverses durades i en tonalitats diferents. Els compositors posteriors donaren continuïtat a aquesta forma, especialment Johann Sebastian Bach. Les partites corals de Böhm presenten sofisticades figuracions en totes les veus, les quals es construeixen sobre l'estructura harmònica del coral.